# Scopula impersonata
Scopula impersonata là một loài bướm đêm trong họ Geometridae.